# Wittelsheim
Wittelsheim (prononcé [vitəlsaim]  ; en dialecte alsacien : Wittelsà) est une commune de la banlieue de Mulhouse située dans la circonscription administrative du Haut-Rhin et, depuis le 1er janvier 2021, dans le territoire de la Collectivité européenne d'Alsace, en région Grand Est (anciennement Région Alsace). Elle est membre de Mulhouse Alsace Agglomération et fait partie des 20 communes de l'agglomération mulhousienne ayant l'obligation de mettre en place une ZFE-m avant le 31 décembre 2024.
Cette commune se trouve dans la région historique et culturelle d'Alsace.
Ses habitants sont appelés les Wittelsheimois et les Wittelsheimoises.

## Géographie
| Uffholtz | Staffelfelden | Pulversheim           |
| Cernay   | Wittelsheim   | Wittenheim Richwiller |
|          | Reiningue     | Pfastatt Lutterbach   |

### Hydrographie

#### Réseau hydrographique
La commune est dans le bassin versant du Rhin au sein du bassin Rhin-Meuse. Elle est drainée par la Thur, le Thurbaechlein, la Fosse du Moos et le canal Thann-Cernay,,.
La Thur, d'une longueur de 53 km, prend sa source dans la commune de Wildenstein et se jette  dans l'Ill à Ensisheim, après avoir traversé 20 communes. 

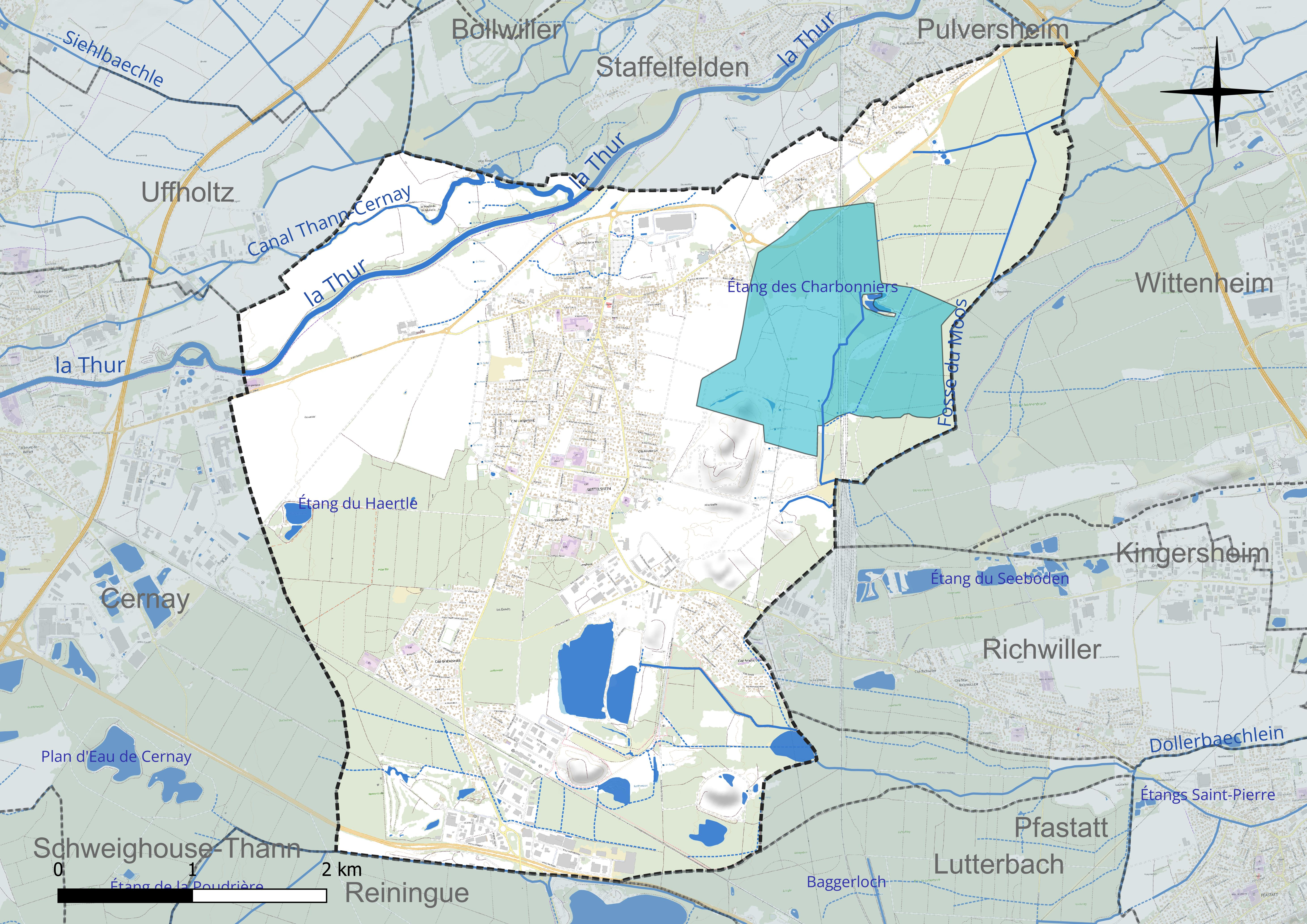
Réseau hydrographique de Wittelsheim.

Deux plans d'eau complètent le réseau hydrographique : l'étang des Charbonniers (0,5 ha) et l'étang du Haertle (2,5 ha),.

#### Gestion et qualité des eaux
Le territoire communal est couvert par le schéma d'aménagement et de gestion des eaux (SAGE) « Ill Nappe Rhin ». Ce document de planification concerne la nappe phréatique rhénane, les cours d'eau de la plaine d'Alsace et du piémont oriental du Sundgau, les canaux situés entre l'Ill et le Rhin et les zones humides de la plaine d'Alsace. Le périmètre s’étend sur 3 596 km2. Il a été approuvé le 17 janvier 2005. La structure porteuse de l'élaboration et de la mise en œuvre est la région Grand Est. 
La qualité des cours d’eau peut être consultée sur un site dédié géré par les agences de l’eau et l’Agence française pour la biodiversité. 

### Climat
Pour des articles plus généraux, voir Climat du Grand Est et Climat du Haut-Rhin.
En 2010, le climat de la commune est de type climat des marges montargnardes, selon une étude du Centre national de la recherche scientifique s'appuyant sur une série de données couvrant la période 1971-2000. En 2020, Météo-France publie une typologie des climats de la France métropolitaine dans laquelle la commune est exposée à un climat semi-continental et est dans la région climatique  Vosges, caractérisée par une pluviométrie très élevée (1 500 à 2 000 mm/an) en toutes saisons et un hiver rude (moins de 1 °C). 
Pour la période 1971-2000, la température annuelle moyenne est de 10,2 °C, avec une amplitude thermique annuelle de 17,8 °C. Le cumul annuel moyen de précipitations est de 708 mm, avec 8,7 jours de précipitations en janvier et 9,1 jours en juillet. Pour la période 1991-2020, la température moyenne annuelle observée sur la station météorologique de Météo-France la plus proche, « Mulhouse », sur la commune de Mulhouse à 10 km à vol d'oiseau, est de 11,1 °C et le cumul annuel moyen de précipitations est de 747,6 mm. 
La température maximale relevée sur cette station est de 39,4 °C, atteinte le 13 août 2003 ; la température minimale est de −21,5 °C, atteinte le 10 février 1956,,. 
Les paramètres climatiques de la commune ont été estimés pour le milieu du siècle (2041-2070) selon différents scénarios d'émission de gaz à effet de serre à partir des nouvelles projections climatiques de référence DRIAS-2020. Ils sont consultables sur un site dédié publié par Météo-France en novembre 2022.

## Urbanisme

### Typologie
Au 1er janvier 2024, Wittelsheim est catégorisée ceinture urbaine, selon la nouvelle grille communale de densité à sept niveaux définie par l'Insee en 2022.
Elle appartient à l'unité urbaine de Mulhouse, une agglomération intra-départementale regroupant 20  communes, dont elle est une commune de la banlieue,,. Par ailleurs la commune fait partie de l'aire d'attraction de Mulhouse, dont elle est une commune de la couronne,. Cette aire, qui regroupe 132 communes, est catégorisée dans les aires de 200 000 à moins de 700 000 habitants,.

### Occupation des sols
L'occupation des sols de la commune, telle qu'elle ressort de la base de données européenne d’occupation biophysique des sols Corine Land Cover (CLC), est marquée par l'importance des forêts et milieux semi-naturels (40,6 % en 2018), en diminution par rapport à 1990 (43,3 %). La répartition détaillée en 2018 est la suivante : 
forêts (32,6 %), terres arables (19,1 %), zones urbanisées (17,6 %), zones industrielles ou commerciales et réseaux de communication (8,1 %), milieux à végétation arbustive et/ou herbacée (8 %), prairies (5,1 %), mines, décharges et chantiers (3,7 %), eaux continentales (2,3 %), zones agricoles hétérogènes (2 %), espaces verts artificialisés, non agricoles (1,6 %). L'évolution de l’occupation des sols de la commune et de ses infrastructures peut être observée sur les différentes représentations cartographiques du territoire : la carte de Cassini (XVIIIe siècle), la carte d'état-major (1820-1866) et les cartes ou photos aériennes de l'IGN pour la période actuelle (1950 à aujourd'hui).

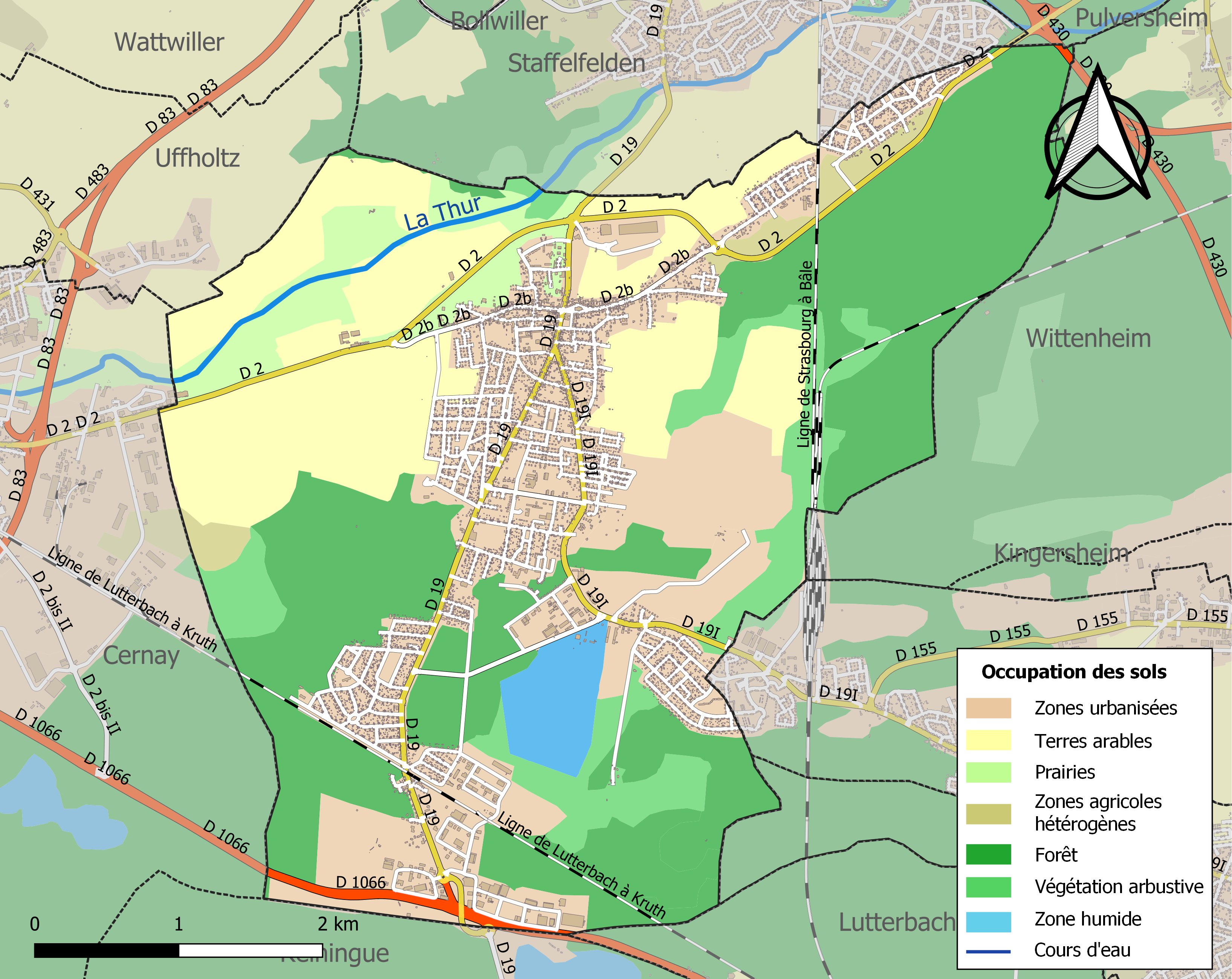
Carte des infrastructures et de l'occupation des sols de la commune en 2018 (CLC).

## Histoire

### Préhistoire et Antiquité
Les vestiges découverts à  Wittelsheim témoignent d’une occupation humaine depuis l’Âge du Bronze ancien (de -2 400 à -1 600) avec 24 sites répertoriant des découvertes allant d'objets isolés, comme d'épées de type « Rixheim » (Bronze final I-IIa ; -1 300 à -1 100), à une nécropole tumulaire datant de la période du Hallstatt et de La Tène et un tronçon de la voie romaine d'Epomanduodurum au Mons Brisiacus La région est donc relativement peuplée lorsque les Romains conquièrent la Gaule. La plupart des historiens localisent entre Cernay et Wittelsheim la  fameuse bataille d’Ochsenfeld (de l'allemand "plaine des bœufs")  cadre de la victoire de César sur les guerriers suèves d'Arioviste en 58 av. J.-C. Une ère de paix commence, qui permet le développement de cette communauté agricole gallo-romaine.
Une stèle funéraire datant du IIe siècle et portant des noms d'origine celtique romanisés a été mise au jour au lieu-dit Rothmoos-Langhurst.

### Moyen Âge
C'est en 1183 qu'apparaît pour la première fois, dans un texte écrit, la mention de Wittelsheim, alors écrit « Wittolsheim ». Par ce texte, le pape Luce III confirme au chapitre de Lautenbach ses possessions et ses privilèges parmi lesquelles figure cette commune. Wittelsheim est déjà alors une paroisse, possédant son église dont les chanoines nomment le curé. Pendant le Moyen Âge, Wittelsheim devient successivement fief de l'Évêché de Bâle, des seigneurs de Hagenbach, puis de la famille Rinck de Baldenstein.
Wittelsheim eut au Moyen Âge une léproserie « Gueten Leut Haus » (de l'all. « maison des bonnes gens »).

### Époque contemporaine
Sous la Révolution, Wittelsheim devient une commune.
En 1904, un gisement de potasse est découvert par Alfred et Amélie Zurcher, Jean-Baptiste Grisey et Joseph Vogt. Il assurera la prospérité de la région pour un siècle. En moins de trente ans Wittelsheim devient un grand centre industriel (MDPA). Sa population passe de 1 442 habitants en 1905 à 7 105 habitants en 1931, pour en compter plus de 10 000 dès 1968. Les cités minières, modèle d'habitat urbain, sortent de terre à partir des années 1920, afin d'héberger le flux de mineurs venus de Pologne, après que les puits de descente des hommes ou d'extraction du minerai aient été forés. Dès lors, toute l'organisation de la ville, son évolution sociale, son économie, le façonnement de son paysage. Wittelsheim vit au rythme de la mine.
Bien qu'en constante évolution, Wittelsheim a gravement souffert des vicissitudes des conflits du XXe siècle.
De 1914 à 1918, elle se trouva exposée aux feux des canons du Vieil Armand. A l'Armistice, le village est en ruines et déserté de sa population. La commune est décorée le 30 janvier 1923 de la croix de guerre 1914-1918.
Après la défaite de 1940, Wittelsheim subit l'occupation nazie jusqu'au 3 février 1945, où elle est reprise par la 1ère  Armée française, après dix jours de combats terribles. Le centre-ville est détruit à 90 %. L'Entraide Française du Cher se donne pour mission d'aider cette commune d'Alsace particulièrement meurtrie à se reconstruire. Le 11 novembre 1948, Wittelsheim est décorée de la croix de guerre 1939-1945.
En 1982, Wittelsheim et Bürstadt, commune allemande du Land de Hesse, signent un pacte d'amitié et de jumelage

### Héraldique
| Blason de Wittelsheim | Les armes de Wittelsheim se blasonnent ainsi : « D'argent à la lettre majuscule W de sable brochante sur le fût d'une crosse de même. » |

## Géographie
Arrosée par la Thur, bordée au sud par le massif forestier du Nonnenbruch, Wittelsheim est située au carrefour des départementales 2 et 19, à 12 km de Thann, 12 km de Mulhouse intra-muros et 33 km de Colmar. La commune est incluse dans l'unité urbaine de Mulhouse.
Wittelsheim, est une commune du bassin potassique qui fait partie du Pays de la région mulhousienne. Elle est située au cœur de l'Ochsenfeld, et est fortement liée aux communes du nord-est (Staffelfelden, Pulversheim, Wittenheim, Richwiller, Reiningue, bassin potassique) de la région mulhousienne.
| Cernay    | Staffelfelden | Staffelfelden |
| Cernay    | Wittelsheim   | Staffelfelden |
| Reiningue | Richwiller    | Richwiller    |

## Industrie

### Mines

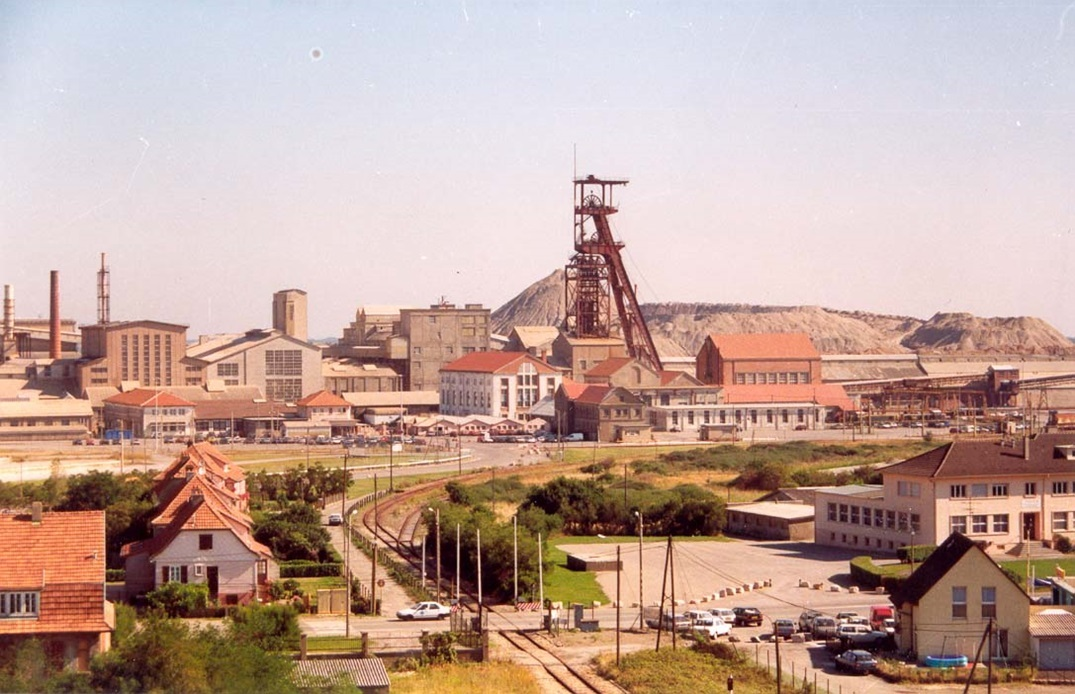
Mine Amélie.

Découverte de la potasse en juin 1904.
A quelques centaines de mètres sous terre, les galeries s’effondrent peu à peu sur les 44 000 tonnes de déchets hautement toxiques du centre de stockage Stocamine et pourraient contaminer la plus grande nappe phréatique d’Europe.

## Politique et administration

### Tendances politiques et résultats
À Wittelsheim, le vote du second tour de l'élection présidentielle 2017 a donné les résultats suivants : 56,37 % des suffrages pour Marine Le Pen (Front national) contre 43,63 % pour Emmanuel Macron (En marche !). Le taux d’abstention a été de 25,74 %.

### Liste des maires
| Période                                  | Période              | Identité                    | Étiquette       | Qualité                                                                                   |
| ---------------------------------------- | -------------------- | --------------------------- | --------------- | ----------------------------------------------------------------------------------------- |
| octobre 1945                             | octobre 1947         | Paul Habold                 |                 |                                                                                           |
| octobre 1947                             | mars 1971            | Jules Ebner (1906-1976)     | MRP puis CD     | Ingénieur Conseiller général du canton de Cernay (1958 → 1970)                            |
| mars 1971                                | mai 1994 (démission) | René Arnold (1932-2021)     | CD puis UDF-CDS | Professeur de collège                                                                     |
| juin 1994                                | juin 1995            | Charles Wilhelm (1934-2011) | UDF-CDS         | Electromécanicien des mines retraité Conseiller général du canton de Cernay (1993 → 2008) |
| juin 1995                                | mars 2001            | Pierre Vogt (1949- )        | DVG             | Professeur de sport retraité                                                              |
| mars 2001                                | mars 2014            | Denis Riesemann (1951-2016) | UDI             | Pharmacien                                                                                |
| mars 2014                                | En cours             | Yves Goepfert (1961- )      | DVD             | Ingénieur Réélu pour le mandat 2020-2026                                                  |
| Les données manquantes sont à compléter. |                      |                             |                 |                                                                                           |

Wittelsheim a la particularité d'être l'unique commune de la banlieue de Mulhouse à ne pas avoir intégré Mulhouse Alsace Agglomération en 2010. Lors de la dissolution de la communauté des communes du bassin potassique, elle avait également refusé d'intégrer l'ancienne CAMSA. La commune se voit finalement malgré tout obligée par décision du préfet du Haut-Rhin en décembre 2011 de s'agréger à l'intercommunalité,. Néanmoins, cette décision est contestée par la municipalité, dont le maire souhaite rester en dehors de toute intercommunalité, ainsi que par l'association « Oui Thur/Doller » qui quant à elle préférerait un rattachement à la communauté de communes de Cernay et environs ou à celle du Pays de Thann. La ville ainsi que cette association ont déposé en 2012 un recours devant le tribunal administratif de Strasbourg. Par ailleurs, en date de décembre 2012, le site officiel de la M2A ne mentionnait pas encore la ville de Wittelsheim parmi ses communes membres. Finalement, un arrêté préfectoral du 23 mai 2013 officialise le rattachement de Wittelsheim à la M2A, et après les derniers recours rejetés par le tribunal administratif de Strasbourg en décembre 2013, la commune intègre officiellement l'intercommunalité à partir du 1er janvier 2014.

### Budget et fiscalité 2015
En 2015, le budget de la commune était constitué ainsi :
- total des produits de fonctionnement : 9 693 000 €, soit 905 € par habitant ;
- total des charges de fonctionnement : 8 858 000 €, soit 827 € par habitant ;
- total des ressources d’investissement : 4 614 000 €, soit 431 € par habitant ;
- total des emplois d’investissement : 5 185 000 €, soit 484 € par habitant ;
- endettement : 4 866 000 €, soit 454 € par habitant.

Avec les taux de fiscalité suivants :
- taxe d’habitation : 11,33 % ;
- taxe foncière sur les propriétés bâties : 18,79 % ;
- taxe foncière sur les propriétés non bâties : 78,48 % ;
- taxe additionnelle à la taxe foncière sur les propriétés non bâties : 0,00 % ;
- cotisation foncière des entreprises : 0,00 %.

### Jumelages
- Vierzon (France)

## Démographie
L'évolution du nombre d'habitants est connue à travers les recensements de la population effectués dans la commune depuis 1793. Pour les communes de plus de 10 000 habitants les recensements ont lieu chaque année à la suite d'une enquête par sondage auprès d'un échantillon d'adresses représentant 8 % de leurs logements, contrairement aux autres communes qui ont un recensement réel tous les cinq ans,.

En 2022, la commune comptait 10 364 habitants, en évolution de −0,65 % par rapport à 2016 (Haut-Rhin : +0,66 %, France hors Mayotte : +2,11 %).
| 1793 | 1800 | 1806 | 1821  | 1831  | 1836  | 1841  | 1846  | 1851  |
| ---- | ---- | ---- | ----- | ----- | ----- | ----- | ----- | ----- |
| 817  | 897  | 814  | 1 058 | 1 142 | 1 400 | 1 565 | 1 710 | 1 778 |

| 1856  | 1861  | 1866  | 1871  | 1875  | 1880  | 1885  | 1890  | 1895  |
| ----- | ----- | ----- | ----- | ----- | ----- | ----- | ----- | ----- |
| 1 734 | 1 777 | 1 653 | 1 570 | 1 571 | 1 628 | 1 664 | 1 611 | 1 556 |

| 1900  | 1905  | 1910  | 1921  | 1926  | 1931  | 1936  | 1946  | 1954  |
| ----- | ----- | ----- | ----- | ----- | ----- | ----- | ----- | ----- |
| 1 436 | 1 442 | 1 629 | 1 947 | 2 770 | 7 105 | 7 154 | 7 145 | 9 487 |

| 1962  | 1968   | 1975   | 1982   | 1990   | 1999   | 2006   | 2011   | 2016   |
| ----- | ------ | ------ | ------ | ------ | ------ | ------ | ------ | ------ |
| 9 782 | 10 088 | 10 032 | 10 177 | 10 452 | 10 226 | 10 708 | 10 335 | 10 432 |

| 2021   | 2022   | - | - | - | - | - | - | - |
| ------ | ------ | - | - | - | - | - | - | - |
| 10 334 | 10 364 | - | - | - | - | - | - | - |

## Enseignement
Wittelsheim a deux collèges publics d'enseignement secondaire, le collège Charles-Péguy et le collège Jean-Mermoz (site du collège Mermoz) et un lycée public polyvalent, le lycée Amélie-Zurcher. Il y a aussi la possibilité de prendre un bus réservé aux élèves de l'école et collège privés Champagnat.

## Environnement
Il y aurait à Wittelsheim 42 000 tonnes d'amiante et de mercure (et de déchets électroniques), menaçant la nappe phréatique du Rhin. Ces produits dangereux ont été stockés dans l'ancienne mine de potasse. L'enquête publique a lieu du 7 au 15 novembre 2016 afin de statuer sur le devenir de ces déchets. Le dernier projet prévoyant de n'extraire que 1 760 tonnes de déchets mercuriels sur la totalité des déchets amiantés et terres polluées (métaux lourds) enfouies dans ces galeries mécontente les riverains.

## Lieux et monuments
- L'église Saint-Michel[51],

son orgue de tribune,
et son orgue de chœur.

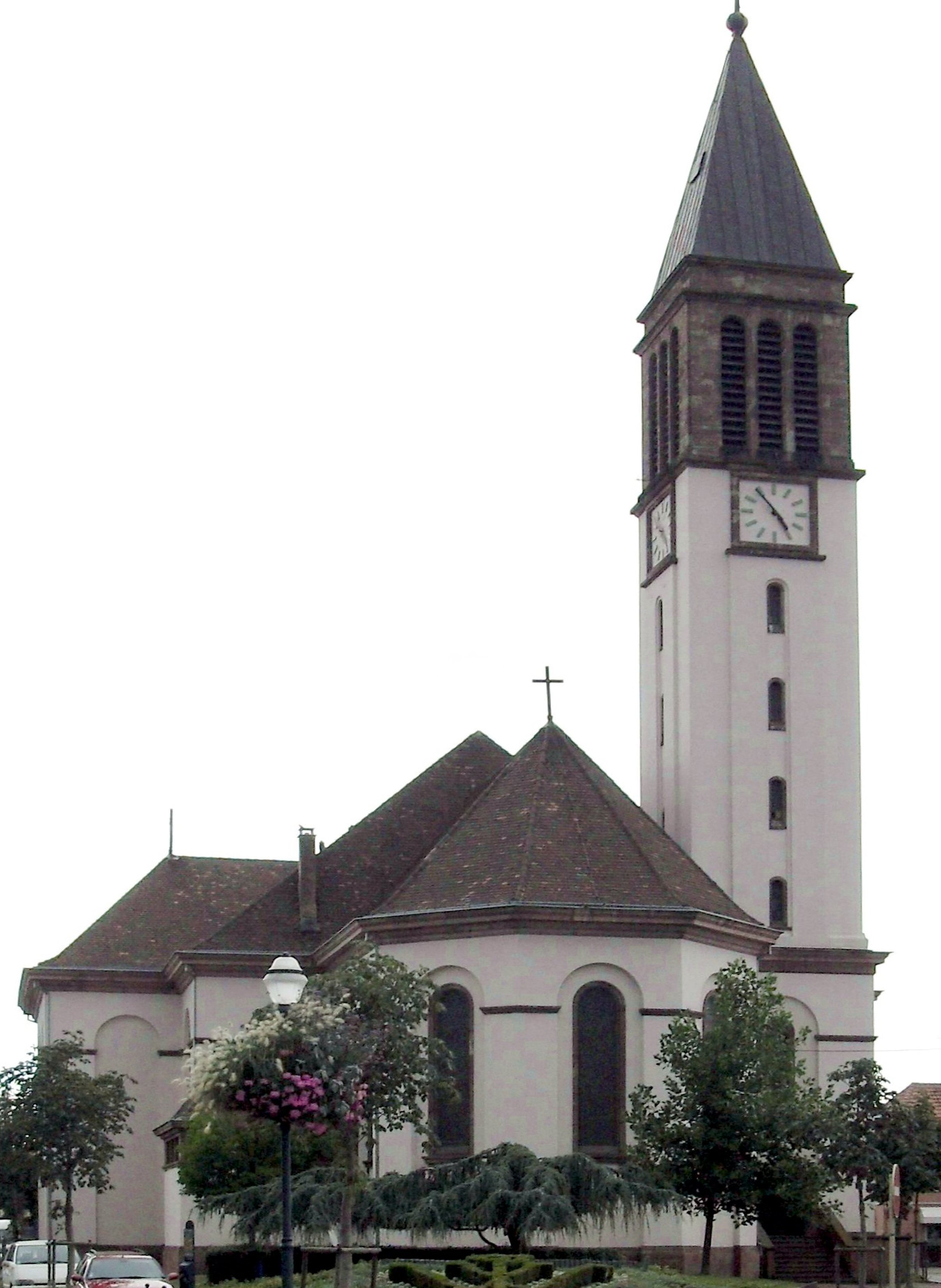
L'église Saint-Michel.

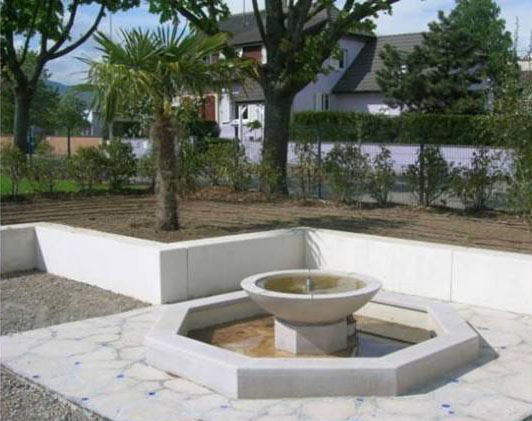
Wittelsheim, parc des Jardins du Monde, vue sur la fontaine du jardin espagnol.

- L'église de catholiques Notre-Dame-du-Rosaire[54].
- L'église du Christ-Roi[55].
- La chapelle Saint-Jean-Bosco de la cité Langenzuge[56].
- Monuments commémoratifs[57],[58],[59].
- Loisirs.

Wittelsheim possède un golf 18 trous ouvert toute l'année et un des plus grands bowlings d'Europe. Wittelsheim possède aussi une petite bibliothèque.
- Le parc des Jardins du Monde[60].

Le 1er juin 2013, la ville a ouvert au public le « parc des Jardins du Monde » (47° 47′ 53″ N, 7° 13′ 48″ E), un parc thématique qui met en scène différents styles de jardins qui ont influencé l'Art des Jardins du Moyen Âge à nos jours : jardin espagnol (ou hispano-mauresque, héritier du jardin islamique), jardin japonais, jardin à l'italienne, jardin à la française et jardin anglais. L'ensemble de ces jardins thématiques sont unifiés par l'eau, véritable fil conducteur, à travers fontaine, canal, miroir d'eau, jet, étang et escalier d'eau.
Le parc est aussi composé d'un parc paysager d'inspiration anglaise, qui met en scène des essences botaniques en provenance des Amériques, d'Europe et d'Asie. Trois aires de jeux pour les enfants et des toilettes publiques sont également à disposition des visiteurs dans ce parc public unique en son genre.

## Personnalités liées à la commune
- Amélie Zurcher (1858-1947), instigatrice de la découverte de la potasse dans le sous-sol alsacien, elle a réalisé ses premiers forages à Wittelsheim. Le lycée de la commune et le puits Amélie sont nommés en son honneur ;
- Maurice Picon (1931-2014), archéologue spécialiste de l’archéométrie, né dans la commune ;
- Stanislas Curyl (1929-2017), footballeur, né dans la commune ;
- Casimir Nowotarski (1932-2024), footballeur, né dans la commune ;
- Pierre Rigoni (né en 1948), footballeur, né dans la commune ;
- Albert Rust (né en 1953), gardien de but international de football et champion olympique, a commencé sa carrière au club de Wittelsheim ;
- Alain Zemb (né en 1960), footballeur, né dans la commune.